# Jean de Rély
Jean IV de Rély, né en 1430 à Arras et mort en 1499, fut un théologien français, et évêque d'Angers de 1491 à 1498.

## Biographie
Il fit ses études théologiques à Paris. Il devint chancelier et archidiacre de Notre-Dame, professeur de théologie, recteur de l'Université, député du clergé de Paris aux États généraux de Tours (1483), aumônier de Charles VIII, et enfin évêque d'Angers.
Il rédigea en 1461 les remontrances du parlement à Louis XI pour le maintien de la Pragmatique Sanction de Bourges. Il présenta à Charles VIII le résultat des délibérations des États en 1484 et accompagna ce jeune prince dans son expédition en Italie. Il y fut chargé de négociations auprès du pape Alexandre VI. En août 1492, le roi Charles VIII tente de l'imposer en vain comme évêque de Paris contre le candidat élu par le chapitre de chanoines Gérard Gobaille. Il meurt en 1499 en visitant le Saumurois.